# 風雲男人幫
《風雲男人幫》（英語：Gangster Squad）是一部2013年動作片，由魯賓·弗來舍執導，威爾·比爾編劇，劇情題材為洛杉矶警察局（LAPD）的反黑小組，藍本則是保羅·李伯曼（Paul Lieberman）於2008年發表的相關報導。本片設定在1949年，黑幫首領米奇·柯罕（西恩·潘飾演）勢不可擋，LAPD組成一支非官方小組來對付柯罕，由前战略情报局成員約翰·歐馬拉（喬許·布洛林飾演）領導。小組的成員之一傑瑞·伍特斯（瑞恩·高斯林飾演）與柯罕的女人葛莉絲（艾瑪·史東飾演）發展出戀情，使情況更趨複雜。
製片人林暐在2008年就說服華納兄弟買下李伯曼著作的電影改編權，並於2010年從劇本開始進行籌備。本片的主體拍攝於2011年9月至11月間進行，在洛杉矶的贝尔弗劳尔和好莱坞實地拍攝。劇組與政府單位合作，將取景地布置成符合時代背景的樣子。本片原定於2012年9月7日在美國上映，在2012年奥罗拉枪击事件發生後延期，並刪去電影院槍戰（拍攝於中國戲院）的橋段。
本片於2013年1月11日在美國上映，收穫影評人負面為主的評價，全球票房為1.052億美元。

## 劇情大綱
1949年的洛杉矶，米奇·柯罕是加州最有勢力的犯罪集團首領，正打算將地盤擴張到美國西岸。洛杉矶警察局（LAPD）對柯罕束手無策，因為許多警官遭到收買，且沒有人敢出面為柯罕的罪行作證。LAPD總長比爾·帕克決心要阻止柯罕，命令二戰期間任職战略情报局的約翰·歐馬拉警官組成一支不配戴警徽的非正式小組「風雲反黑小組」，暗地裡打擊柯罕的勢力。歐馬拉的妻子康妮懷有身孕，她起初反對丈夫去賣命，但後來接受了歐馬拉的使命感。
歐馬拉參考妻子的建議，招募了傑瑞·伍特斯警佐以及四名警官：鐵腕執法的柯曼·哈里斯、電話竊聽專家康威·基勒、神槍手麥斯·肯納德，以及肯納德的菜鳥跟班納維達·拉米瑞茲。小組藉由竊聽柯罕的宅邸，有計畫地突擊柯罕的據點，例如賭場和夜總會。儘管一開始出師不利，小組逐漸取得豐碩成果，中斷柯罕可以大賺一筆的賭彩事業。柯罕懷疑身邊人背叛了他，也對情人葛莉絲·法拉戴起了疑心。伍特斯在加入小組前就已偷偷和法拉戴談戀愛，他希望能助她脫離柯罕，於是請求好友兼幫派成員傑克·惠倫提供協助。
柯罕察覺與他作對的人從未把錢偷走，判斷對方是警察，也找到了家中的竊聽器。柯罕假情報把小組騙去洛杉矶华埠，小組以為可以給柯罕的事業致命一擊，卻被柯罕的手下埋伏。歐馬拉等組員在凶險槍戰中撿回一命，但是在基地竊聽的基勒遭到刺殺。柯罕的手下掃射歐馬拉的住處，歐馬拉趕回家後發現妻子躲到浴缸裡安全無事，並產下孩子。另一方面，惠倫幫助法拉戴躲藏，但在阻擋柯罕時被槍殺。
由於柯罕重奪優勢，歐馬拉讓妻子帶著兒子到外地躲避。法拉戴逃脫後來找歐馬拉，稱她可作證柯罕殺了惠倫。有了證人後，歐馬拉逼迫貪汙的卡特法官簽署逮捕令，讓小組前往公园广场酒店逮捕柯罕。小組與柯罕的人馬展開槍戰，伍特斯與肯納德負傷。柯罕與保鑣拉克伍德逃離現場，經過一場車輛追逐，雙方在一座公園的噴泉旁對峙。拉米瑞茲幫助垂死的肯納德射殺拉克伍德，救了歐馬拉一命。柯罕與歐馬拉在趕來的旁觀者和記者面前徒手搏鬥，最終是歐馬拉獲勝，柯罕被捕，黑幫生涯終結。片尾字幕說明，風雲反黑小組的相關事蹟從未被提及，柯罕在阿爾卡特拉斯島終生監禁，並被惠倫的好友暴力對待。哈里斯與拉米瑞茲搭檔辦案，伍特斯與法拉戴繼續交往，歐馬拉則辭去警員職務，與妻子和剛出生的兒子平靜度日。

## 角色
警方
- 喬許·布洛林飾演約翰·歐馬拉警佐（Sergeant John O'Mara）
- 瑞恩·高斯林飾演傑瑞·伍特斯警佐（Sergeant Jerry Wooters）
- 尼克·诺尔蒂飾演比爾·帕克（英语：William H. Parker (police officer)）警長：洛杉磯警察局長。
- 安东尼·麦凯飾演柯曼·哈里斯警官（Lieutenant Coleman Harris）：以執法過當出名。
- 乔瓦尼·瑞比西飾演康威·基勒警官（Officer Conwell Keeler）：精通情報相關科技。
- 麥可·潘納飾演納維達·拉米瑞茲警官（Officer Navidad Ramirez）：肯納德的跟班。
- 罗伯特·帕特里克飾演麥斯·肯納德警官（Officer Max Kennard）：神槍手。

柯恩與他的人馬
- 西恩·潘飾演米基·柯恩
- 艾瑪·史東飾演葛莉絲·法拉戴（Grace Faraday）：柯恩的情人，暗地裡與伍特斯交往。
- 特洛伊·加里蒂飾演瑞維克（Wrevock）：柯恩手下的殺手。
- 赫特·麥卡藍飾演卡爾·拉克伍德（Karl Lockwood）：柯恩的保鑣。
- 詹姆斯·卡皮內羅（英语：James Carpinello）飾演強尼·史坦普（英语：Johnny Stompanato）：柯恩的保鑣，拉娜·特纳的秘密情人。

歐馬拉小組的親朋好友
- 米瑞·伊諾斯（英语：Mireille Enos）飾演康妮（Connie）：歐馬拉的妻子。
- 蘇利文·斯坦布萊頓飾演傑克·惠倫（英语：Jack Whalen）：傑克·卓格納的手下，伍特斯的摯友。
- 喬希·潘斯飾演達洛·蓋茲（英语：Daryl Gates）警官：歐馬拉的同僚。
- 奥斯汀·艾布拉姆斯飾演彼特（Pete）：伍特斯熟識的擦鞋童，在黑幫襲擊中被波及而死。
- 海莉·史卓德（英语：Haley Strode）飾演基勒的妻子
- 馬克斯韋爾·佩瑞·科頓飾演基勒的兒子

其他角色
- 約翰·艾沃德（英语：John Aylward）飾演卡特法官（Judge Carter）：受柯恩賄賂。
- 傑克·康利（英语：Jack Conley (actor)）飾演尤金·比斯卡盧思（Eugene Biscailuz）：洛杉磯總警長，受柯恩賄賂。
- 尼爾·柯佩（Neil Koppel）飾演麥克斯·所羅門（Max Solomon）：柯恩的律師。
- 丹尼斯·柯克魯姆（Dennis Cockrum）飾演艾默 傑克森（Elmer Jackson）：伯班克警察局長，受柯恩賄賂。
- 喬·波里托飾演傑克·卓格納（英语：Jack Dragna）：洛杉磯原本的黑幫老大，被柯恩消滅。
- 法蘭克·葛里洛飾演湯米·盧梭（Tommy Russo）：片頭被柯恩處決的幫派分子。

## 製作

### 發展

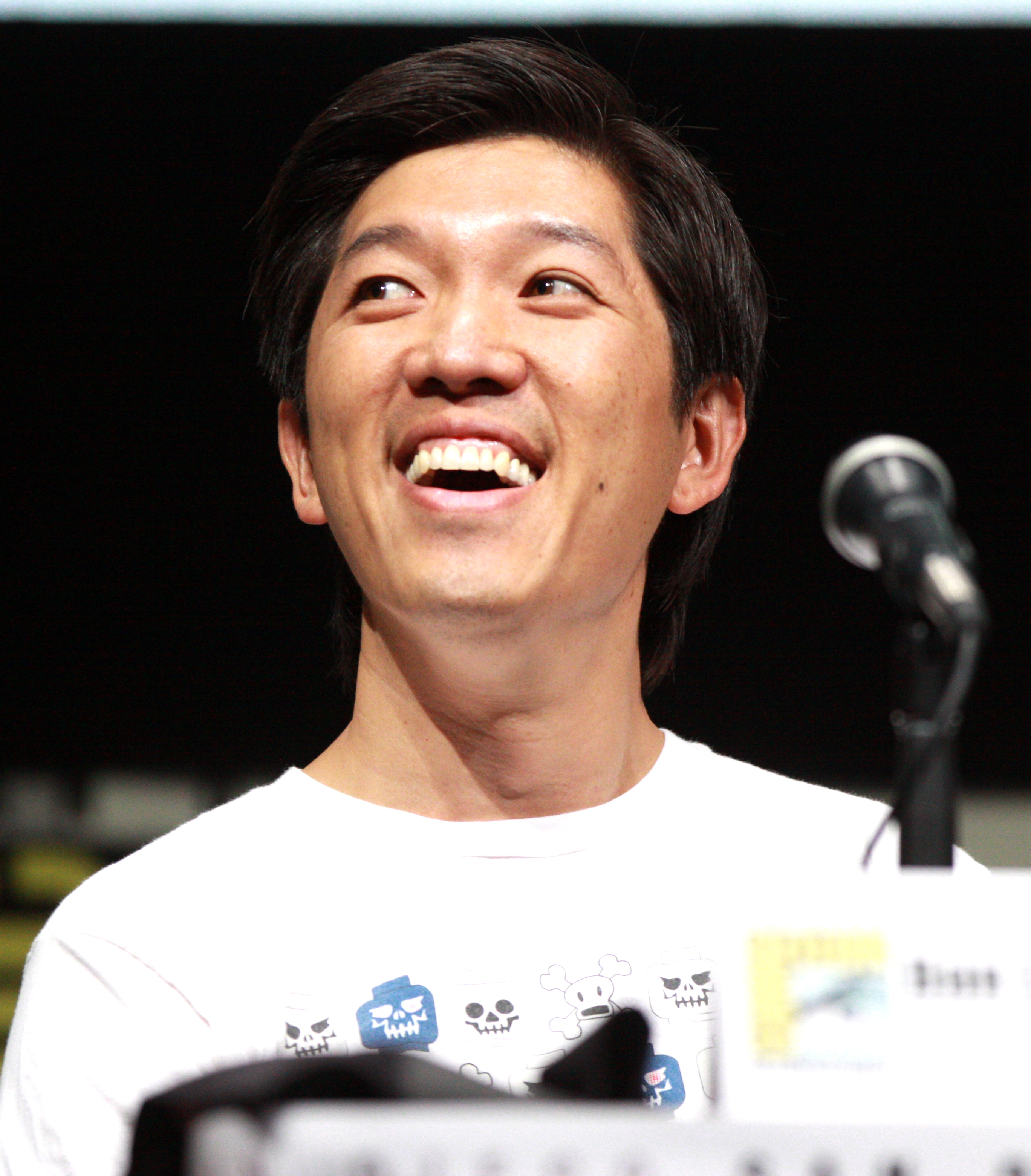
製片人林暐（攝於2013年）

保羅·李伯曼（Paul Lieberman）自1992年開始研究洛杉矶警察局（LAPD）在第二次世界大战後成立的反黑小組，最終寫成系列報導「反黑小組的故事」（Tales From the Gangster Squad），於2008年在《洛杉磯時報》發表，一共七回。2008年11月，华纳兄弟取得該報導的電影改編權，由林暐擔任製片人。林暐是為華納兄弟發掘出該報導的人，他在前往機場的路上偶然在報紙上讀到該報導的第一回，視之為絕佳的電影素材。他馬上將這個點子告訴华纳兄弟的製片人凱文·麥考米克和強·伯格（Jon Berg），並直接與李伯曼聯繫。林暐形容本片是洛杉磯街頭版的《铁面无私》，主角們是一群以暴制暴、處於灰色地帶的無名英雄。在當時的好萊塢環境，原創題材的劇情片並不容易達成收支平衡，本片的時代劇題材也非時下熱門，但林暐從《福爾摩斯》（2009年）的成功經驗得到信心。
2010年6月，據報導，前LAPD警員、小說《L.A. Rex》的作者威爾·比爾將擔任編劇，他已完成劇本草稿。2010年12月，比爾所寫的劇本被列入2010年的黑名單，《屍樂園》導演魯賓·弗來舍正在洽談執導本片，隨後正式接下。弗來舍被認為是意外人選，不過華納兄弟總裁傑夫·羅賓諾夫（Jeff Robinov）向媒體表明製片方對他的認可。華納兄弟亦曾找上其他導演，包含本·阿弗莱克、戴倫·艾洛諾夫斯基、何塞·帕蒂尔哈與史考特·庫柏。2011年3月30日，華納兄弟正式為本片亮起綠燈。2011年8月，艾倫·鮑姆加登簽約擔任剪輯。
2011年9月，本片定於2012年10月19日在美國上映。2012年4月，華納兄弟將本片的原檔期交給《逃离德黑兰》，新檔期未公布。2012年5月9日，首支預告釋出。2012年5月14日，華納兄弟宣布正式上映日期為2012年9月7日。2012年7月11日釋出第二支預告。

### 選角
選角環節在本片得到綠燈後正式開始。本片計畫由A咖演員群戲演出，但預算僅有6000萬美元，因此製片方花費數月斟酌演員陣容。製片方在綠燈亮起之前就聯繫西恩·潘和瑞恩·高斯林，要給兩人角色演。潘顯得有些猶豫，後來製片方給他另一個角色，他最後答應，製片方這才繼續為其他角色物色演員。2011年4月，報導稱潘、高斯林與喬許·布洛林正在洽談擔任主演，隨後三人正式加入。三位主演敲定前，汤姆·汉克斯與傑米·福克斯曾表態有意參演，但最後推辭，有消息指出障礙在於片酬。2011年6月，麥可·潘納、安东尼·麦凯和布莱恩·科兰斯顿加入演員陣容。2011年7月，乔瓦尼·瑞比西、艾瑪·史東與法蘭克·葛里洛參演本片，赫特·麥卡藍正在洽談中。罗伯特·帕特里克加入劇組，飾演原本將是科兰斯顿負責的角色。2011年8月，尼克·诺尔蒂加入演員陣容，米瑞·伊諾斯與蘇利文·斯坦布萊頓正在商談。伊諾斯飾演的角色是歐馬拉的妻子，製片方曾考慮過的人選有艾美·亞當斯與凱特·溫斯蕾。2011年10月，特洛伊·加里蒂參演。

### 拍攝
2011年9月6日，華納兄弟與威秀电影證實本片已開拍。本片在洛杉磯實地拍攝，華納兄弟公共事務部門副總裁麗莎·羅林斯（Lisa Rawlins）表示，他們評估過其他地方，不過最後決定回歸老作法。劇組在洛杉磯的贝尔弗劳尔和好莱坞等地拍攝。主体拍摄於2011年12月15日結束，總拍攝天數為71天，原定計畫則是68天。加州電影委員會給予本片1150萬美元的稅收激勵，本片為當地創造了616個工作機會。
劇組將贝尔弗劳尔的一間廢棄商店改裝成柯恩的夜總會「麥西夜總會」（Slapsy Maxie's），二樓則改裝成柯恩經營賭彩業的基地。美術指導馬赫·阿馬德（Maher Ahmad）設計夜總會的參考來源是1940年代的華納兄弟黑幫電影。劇組也花很多時間在好莱坞拍攝，他們與FilmL.A.及政府單位合作，將取景地布置成符合時代背景的樣子，並在不屬於該時代的建築前擺放綠幕。劇組於2011年10月初前往洛杉矶市政厅，在Antonio Villaraigosa的記者室拍攝。許多影劇會在市政厅取景，但當時受到佔領洛杉磯抗議活動影響而減少。2011年12月，劇組在好莱坞的中國戲院拍攝一場槍戰戲，並佔用了周圍數個街區。其他取景地點包含洛杉磯河、格里菲斯天文台和奧維拉街等，劇組也在鄰近麦克阿瑟公园的丽亭酒店拍攝一週。片中的槍砲道具由Independent Studio Services提供。
服裝設計玛丽·索弗瑞斯花費大量時間研究那個時代的服裝。索弗瑞斯與弗來舍想出一個用來分辨好人與壞人的微妙線索，好人都穿單排扣，壞人則穿雙排扣，她認為這樣讓後者看起來比較卑劣。

### 槍擊事件影響
2012年7月20日發生了2012年奥罗拉枪击事件，一起電影院內的大规模枪击事件，對本片產生影響，因為本片有一關鍵橋段是電影院內的槍戰（亦出現在預告當中），特工從銀幕後方往台下滿座觀眾掃射，可能使觀眾產生聯想。華納兄弟迅速撤下預告並有意刪掉該橋段，為此需要部分修改和重拍。當時本片離上映只剩六週，由於需要時間，華納兄弟將本片從2012年9月7日延期至2013年1月11日上映。重拍於2012年8月21日起在唐人街進行，包含新的槍戰場景，為期三天。電影院槍戰在2012年10月12日釋出的新預告中已經不見蹤影。《紐約每日新聞》指出，這是2012年好萊塢第二起受到現實慘案影響的案例，前一例是受特雷翁·馬丁命案影響的《巡邏驚很大》。
由於本片臨時延期的關係，媒體預期原檔期那周末的美國電影市場將非常慘淡。該週末（2012年9月7日至9日）沒有任一部電影的票房能達到1000萬美元，所有電影票房加總僅達到6000萬美元，是十年來票房最差的週末。前一個紀錄發生在九一一袭击事件不久後的2001年9月21日至23日，那個週末只有5970萬美元的票房。

## 配樂
2012年4月，宣布卡特·伯韦尔將負責本片配樂。
| 原聲帶曲目列表 | 原聲帶曲目列表                       | 原聲帶曲目列表 |
| 曲序           | 曲目                                 | 时长           |
| -------------- | ------------------------------------ | -------------- |
| 1.             | His Name Is Mickey Cohen             | 2:27           |
| 2.             | Welcome To Los Angeles               | 3:12           |
| 3.             | He Can't Have You                    | 1:39           |
| 4.             | War For The Soul Of LA               | 2:48           |
| 5.             | There Goes Our Ride                  | 1:14           |
| 6.             | You Can't Shoot Me                   | 3:51           |
| 7.             | Always Knew I'd Die In Burbank       | 2:28           |
| 8.             | You're Talking To God                | 0:50           |
| 9.             | The Bug                              | 2:17           |
| 10.            | Hot Potato With A Grenade            | 3:18           |
| 11.            | You Know The Drill                   | 1:06           |
| 12.            | I Was Just Hopin' To Take You To Bed | 1:30           |
| 13.            | Kill 'Em All                         | 1:58           |
| 14.            | Chinatown                            | 4:28           |
| 15.            | Keeler                               | 2:18           |
| 16.            | Connie Lives                         | 1:53           |
| 17.            | Let's Finish It                      | 2:25           |
| 18.            | Union Station                        | 1:34           |
| 19.            | Light 'Em Up                         | 7:28           |
| 20.            | The City Of Angels                   | 4:03           |
| 21.            | Gangster Squad                       | 2:57           |
| 总时长：       | 总时长：                             | 55:44          |

## 上映
2013年1月7日，本片於中國戲院舉行首映禮，眾演員出席現場。隨後本片於2013年1月11日在美國院線上映。

### 票房
在美國，本片與《鬼屋大电影》同期上映，《猎杀本·拉登》也在該週開始從有限上映轉為全國上映。《綜藝雜誌》指出，本片擁有明星陣容，但R級分級阻絕了年輕觀眾，預計本片將在首映週末收穫約2000萬美元。本片在星期五收穫670萬美元，週末三天總計1670萬美元，排名第三，表現不夠理想。
| 週次（日期） | 上映院數 | 週末票房 | 週末名次 | 累積票房 | 備註                   |
| ------------ | -------- | -------- | -------- | -------- | ---------------------- |
| 1            | 3103     | 1707萬   | 1707萬   | 第3名    |                        |
| 2            | 3103     | 1012萬   | 3323萬   | 第4名    | 马丁·路德·金纪念日放假 |
| 3            | 2590     | 427萬    | 3972萬   | 第8名    |                        |
| 4            | 1625     | 184萬    | 4309萬   | 第14名   |                        |
| 5            | 942      | 874,071  | 4480萬   | 第21名   |                        |

## 迴響

### 影評
《風雲男人幫》獲得褒貶不一至負面為主的評價。根据評論匯總网站爛番茄汇总的206篇评论文章，31%的评论家给予该作正面评价，平均打分为5.00分（满分10分）在Metacritic網站上，本片得到「褒貶不一或中庸」的綜合評分，獲得了40/100分（38位影評人）。據美國CinemaScore所進行的調查，觀眾的平均評價於A+至F間落於「B+」。

### 獎項
| 獎名/影展名      | 頒獎日期 | 獎項                           | 入圍者 | 結果 | 來源   |
| ---------------- | -------- | ------------------------------ | --- | ---- | ------ |
| 金預告獎         | 2013年   | 最佳系列海報（Best Wildposts） | 《風雲男人幫》「系列海報」（Best Wildposts）——華納兄弟、WORKS ADV                                                                             | 提名 | [ 71 ] |
| 金牛座世界特技獎 | 2014年   | 最佳車輛特技                   | JJ·達許納（JJ Dashnaw）、泰瑞·傑克森（Terry Jackson）、亨利·金吉（Henry Kingi）、保羅·M·藍恩（Paul M. Lane）與馬洛西·倫納德（Malosi Leonard） | 提名 | [ 72 ] |
| 金牛座世界特技獎 | 2014年   | 最佳特技協調員/第二攝製組導演  | 道格·柯曼（Doug Coleman）、蓋瑞·M·海姆斯（Gary M. Hymes）與泰瑞·倫納德（Terry Leonard）                                                       | 提名 | [ 72 ] |

## 備註
1. ↑  由業界人士選出，列出尚未製作成電影的優秀劇本。
2. ↑  原文：

## 外部連結
- 互联网电影数据库（IMDb）上《Gangster Squad》的资料（英文）
- AllMovie上《Gangster Squad》的资料（英文）
- 爛番茄上《Gangster Squad》的資料（英文）
- Box Office Mojo上《Gangster Squad》的資料（英文）
- Metacritic上《Gangster Squad》的資料（英文）